# Łuczyce (obwód grodzieński)
Łuczyce (biał. Лучыца; ros. Лучица) – wieś na Białorusi, w obwodzie brzeskim, w rejonie stolińskim, w sielsowiecie Horodno, przy Błocie Moroczno.
W pobliżu wsi znajduje się kopalnia torfu Glinka.
W dwudziestoleciu międzywojennym leżały w Polsce, w województwie poleskim, w powiecie stolińskim. Po II wojnie światowej w granicach Związku Sowieckiego. Od 1991 w niepodległej Białorusi.